# Общественное мнение в Израиле по урегулированию палестино-израильского конфликта
Общественное мнение в Израиле по урегулированию палестино-израильского конфликта с годами претерпевало значительные изменения. Наблюдается постепенный отход от оптимистического взгляда израильтян на возможность мирного разрешения конфликта, характерного для эпохи соглашений Осло (середина 1990-х годов), к более пессимистическому взгляду, постепенно укоренившемуся после второй интифады (2000—2005) и особенно после вторжения ХАМАС в Израиль (2023).

## После второй интифады
По данным Института Гэллапа, в период с 2006 по 2017 год в среднем 29% израильтян считали, что прочный мир с палестинцами возможен. При этом решение «два государства для двух народов» оставалось гораздо популярнее среди израильских арабов, чем среди израильских евреев, составляющих большинство граждан страны. 
Согласно опросам, проводимым Израильским институтом демократии, поддержка решения «два государства для двух народов» среди еврейского населения Израиля в последние годы постепенно снижалась, составив 47% в 2017 г., 41% в 2019 г., и в 2022 г. — 32%. 
В соответствии с опросом института «Мидгам» в 2017 г., 81% израильских евреев высказались за сохранение израильского суверенитета над Западным берегом Иордана. 
По данным опроса Института Рафи Смита, в 2017 г., 72% израильских евреев заявили, что считают неактуальной формулу «территории в обмен на мир».
Согласно опросу исследовательского центра Пью, проведённому в сентябре 2023 г., лишь 35% израильтян полагали, что «можно найти способ мирного сосуществования Израиля и независимого палестинского государства».

## После 7 октября 2023 года
После вторжения ХАМАС в Израиль 7 октября 2023 года, отмеченного массовыми убийствами и изнасилованиями, уровень поддержки мирного урегулирования конфликта среди израильтян в целом резко упал, хотя среди израильских арабов популярность решения «два государства для двух народов» осталась примерно на прежнем уровне.
По данным опросов программы Тель-Авивского университета по разрешению конфликта от 23—28 октября, уровень поддержки переговоров с Палестинской администрацией среди граждан Израиля упал до 24,5% (что стало наиболее низким показателем с 2001 года), а уровень поддержки решения «два государства для двух народов» упал до 28,6%.
В соответствии с опросами Института Гэллапа, проведёнными с 17 октября по 3 декабря 2023 года, лишь 25% израильтян поддержали схему «двух государств»; 65% заявили, что не поддерживают такое решение. В постоянный мир с палестинцами верят лишь 13% опрошенных, и рекордные 74% не ожидают постоянного мира.